# Stadionul Ahmed bin Ali
Stadionul Ahmad bin Ali (în arabă ملعب أحمد بن علي), cunoscut sub numele de Stadionul Al-Rayyan, este un stadion polivalent din Al Rayyan, Qatar, în prezent. folosit mai ales pentru meciuri de fotbal și este casa Al-Rayyan Sports Club și Al-Kharitiyath Sports Club. Stadionul poartă numele lui Ahmad bin Ali Al Thani, emirul Qatarului din 1960 până în 1972. Fostul stadion, construit în 2003, avea o capacitate de 21.282 de locuri și a fost demolat în 2015. Noul stadion Al Rayyan are o capacitate de 45.000 de locuri.
Stadionul este situat la aproximativ 20 km vest de Doha.